# Courtenay (Dakota du Nord)
Pour les articles homonymes, voir Courtenay.
La ville américaine de Courtenay est située dans le comté de Stutsman, dans l’État du Dakota du Nord. Lors du recensement de 2010, sa population s’élevait à 45 habitants.

## Démographie
| 1910 | 1920 | 1930 | 1940 | 1950 | 1960 |
| ---- | ---- | ---- | ---- | ---- | ---- |
| 539  | 490  | 350  | 297  | 229  | 168  |

| 1970 | 1980 | 1990 | 2000 | 2010 | - |
| ---- | ---- | ---- | ---- | ---- | - |
| 125  | 110  | 70   | 53   | 45   | - |

## Source
- (en) Cet article est partiellement ou en totalité issu de l’article de Wikipédia en anglais intitulé « Courtenay, North Dakota » (voir la liste des auteurs).